# Theodor Billroth

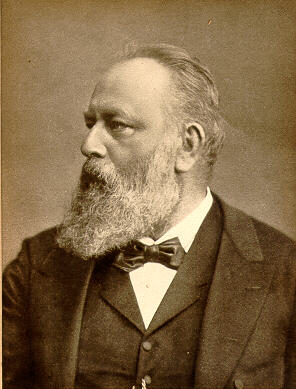
Theodor Billroth, Photographie, 1887

Christian Albert Theodor Billroth (* 26. April 1829 in Bergen auf Rügen; † 6. Februar 1894 in Abbazia, heute Opatija/Istrien) war ein deutsch-österreichischer Mediziner. Er wirkte vor allem in Zürich und Wien als Professor der Chirurgie.
Theodor Billroth war einer der bedeutendsten Chirurgen des 19. Jahrhunderts, dessen Errungenschaften bis in die heutige Zeit hineinwirken. Er wurde vor allem durch seine Leistungen auf dem Gebiet der Magenchirurgie bekannt (er führte 1881 die erste Magenteilentfernung durch) und wird allgemein als Begründer der modernen Bauchchirurgie sowie Pionier der Kehlkopfchirurgie, der pathologischen Anatomie und der Bakteriologie angesehen.

## Leben und Wirken

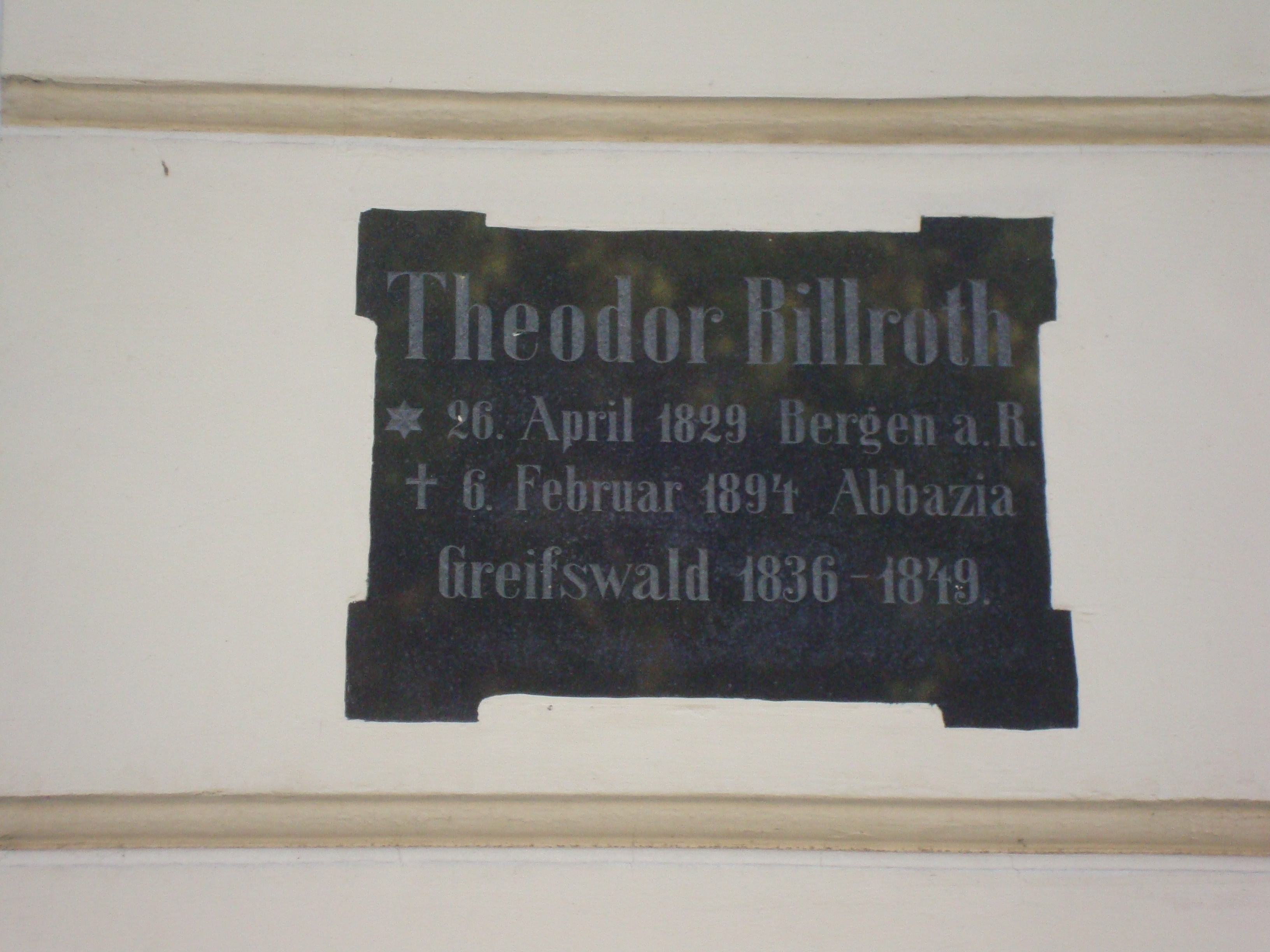
Gedenktafel für Theodor Billroth in der Domstraße 22 in Greifswald

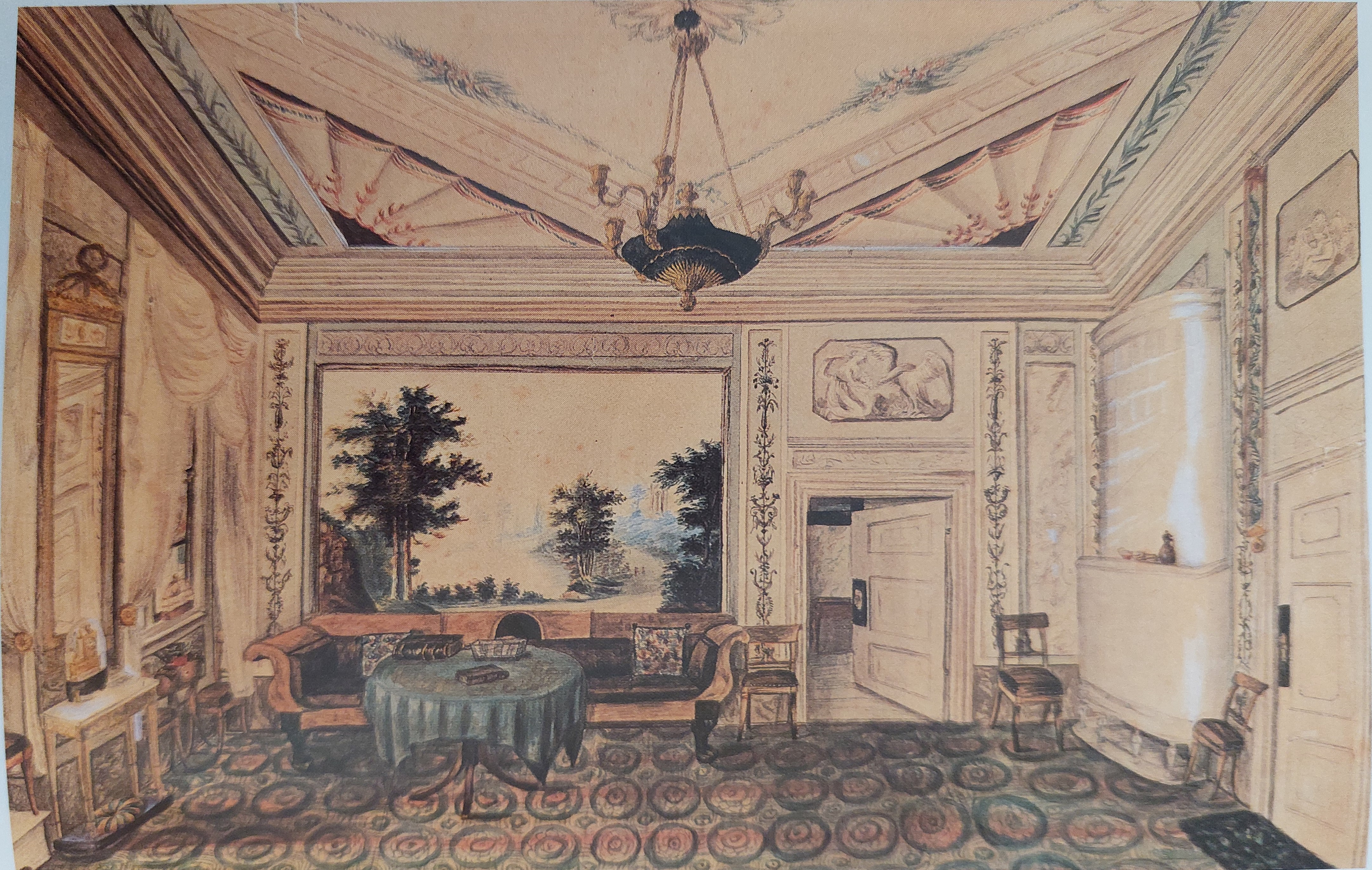
Theodor Billroth malte das „Staatszimmer“ des Großvaters Johann Christian Billroth

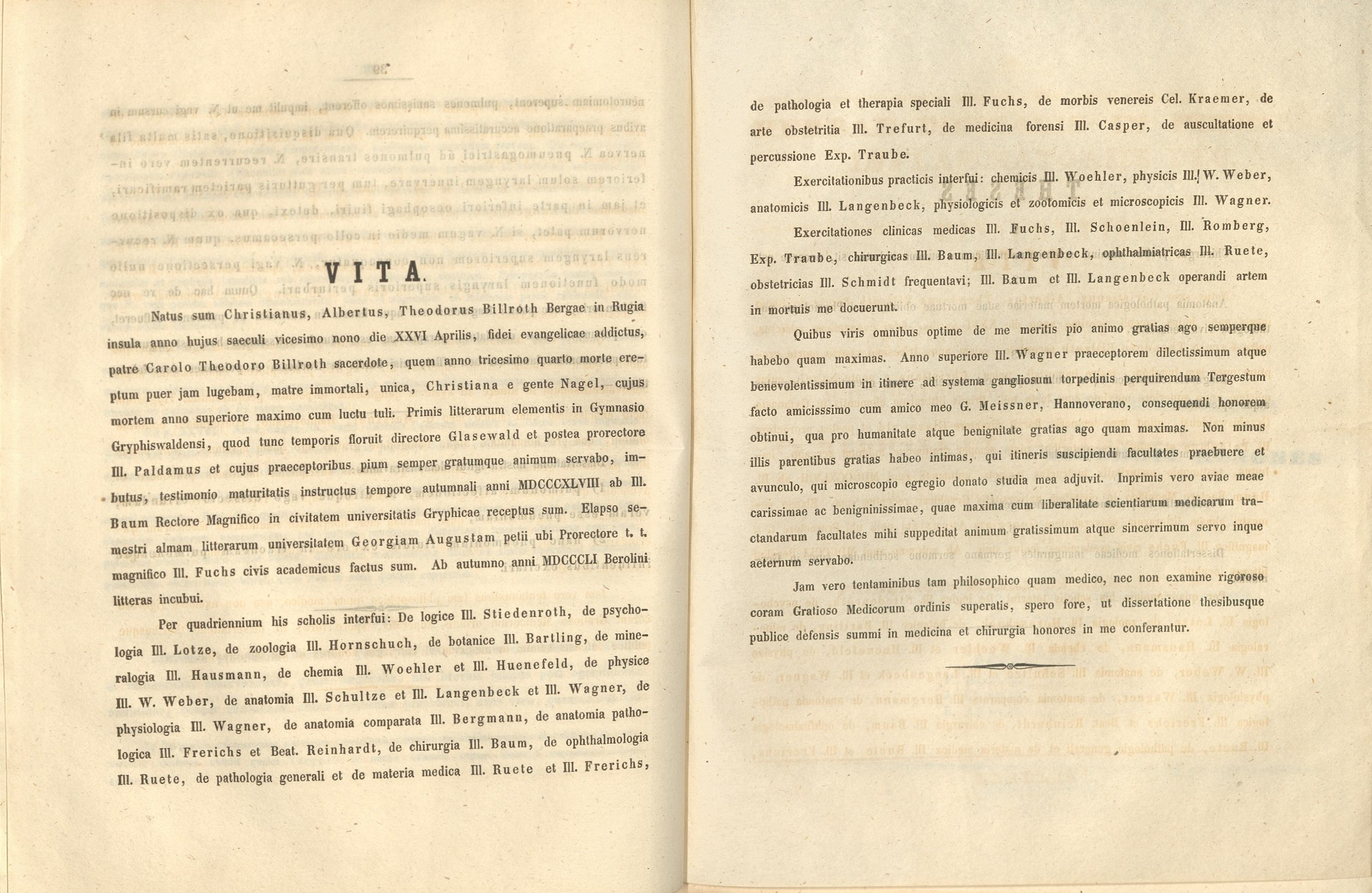
Lebenslauf für die Promotion (1852)

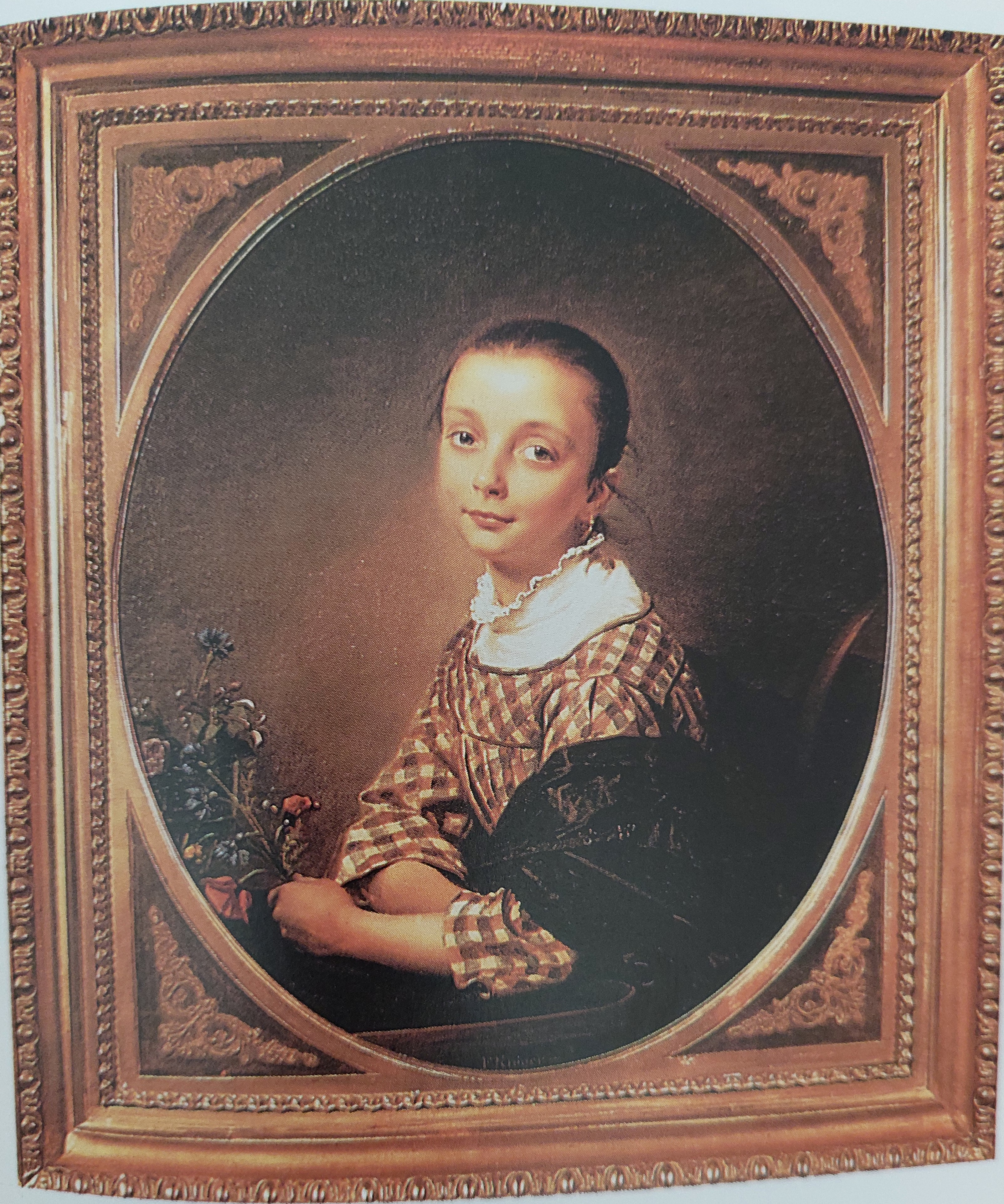
Christel Michaelis

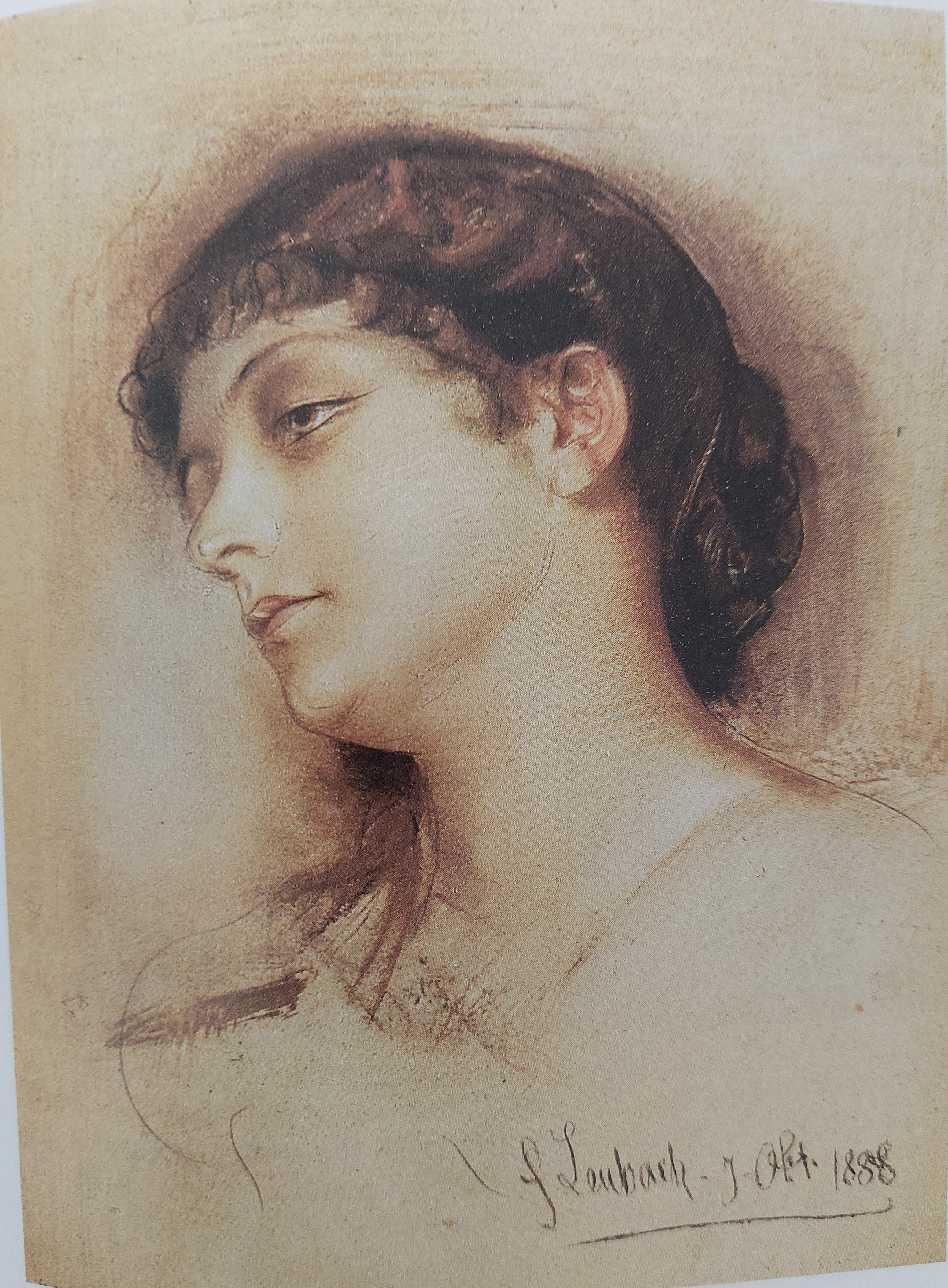
Tochter Else, gemalt von Franz von Lenbach (1888)

Theodor Billroth war der Sohn des Pastors Karl Theodor Billroth (1800–1834) und dessen Ehefrau Christina („Christl“) Nagel (1808–1851). Sein Großvater Johann Christian Billroth war Bürgermeister in Greifswald. Seine Großmutter mütterlicherseits war die Sängerin Sophie Dorothea Willich; ein Onkel väterlicherseits war der Theologe Gustav Billroth (1808–1836).
Er wurde als erstes von fünf Kindern geboren. Als er fünf Jahre alt war, starb der Vater an Tuberkulose, später auch Geschwister. Die Familie zog nach Greifswald, wo er seine Schulzeit absolvierte und 1848 die Reifeprüfung ablegte. Danach begann er, durch die Mutter von seinem Wunsch, Musiker zu werden, abgebracht, an der medizinischen Fakultät der Universität Greifswald sein Studium. Später wechselte er an die Universitäten von Göttingen, wo Wilhelm Baum Billroths erster chirurgischer Lehrer war, und Berlin; weitere seiner Lehrer waren Johannes Müller, Moritz Heinrich Romberg, Johann Lukas Schönlein und Ludwig Traube.
Nach seiner Promotion 1852 ging Billroth für ein knappes Jahr nach Wien, um dort Vorlesungen von Ferdinand von Hebra, Richard Heschl und Johann von Oppolzer zu besuchen. In dieser Zeit wurde er Mitglied des Akademischen Gesangvereins Wien, der heutigen Universitätssängerschaft Barden zu Wien. Vor seiner Rückkehr nach Berlin hielt sich Billroth zu Studienzwecken für kurze Zeit auch in Paris auf.
Als Assistent von Bernhard von Langenbeck wirkte Billroth zwischen 1853 und 1860 an der Charité, wo er die Grundlagen plastischer Chirurgie und die Konstruktion chirurgischer Instrumente erlernte. Bei Langenbeck konnte er sich in den Fächern Chirurgie und pathologische Anatomie 1856 habilitieren. 1858 heiratete Billroth in Berlin Christel Michaelis, eine Tochter des Hofmedikus Edgar Michaelis (1807–1848). Mit ihr hatte er drei Töchter und einen Sohn. Durch seine Ehefrau war Billroth mit dem Schauspieler und Sänger Fritz Eunike verwandt.
1858 lehnte er einen Ruf der pathologischen Anatomie nach Greifswald ab, sondern nahm zwei Jahre später die Berufung auf den Chirurgischen Lehrstuhl nach Zürich an, wo er dann seine bekannten pathologisch-anatomischen Arbeiten schrieb - als eigentlicher Begründer der Qualitätskontrolle in der Medizin. So schuf er in Zürich die Grundlagen für die „wissenschaftliche Chirurgie“ (später nannte man ihn „Naturforscher im Kittel des Chirurgen“) und hob damit sein Fach auf jene Höhe, auf der er später dann mit Ernst von Bergmann, August Bier, Ferdinand Sauerbruch und anderen seine großen Triumphe feiern konnte.

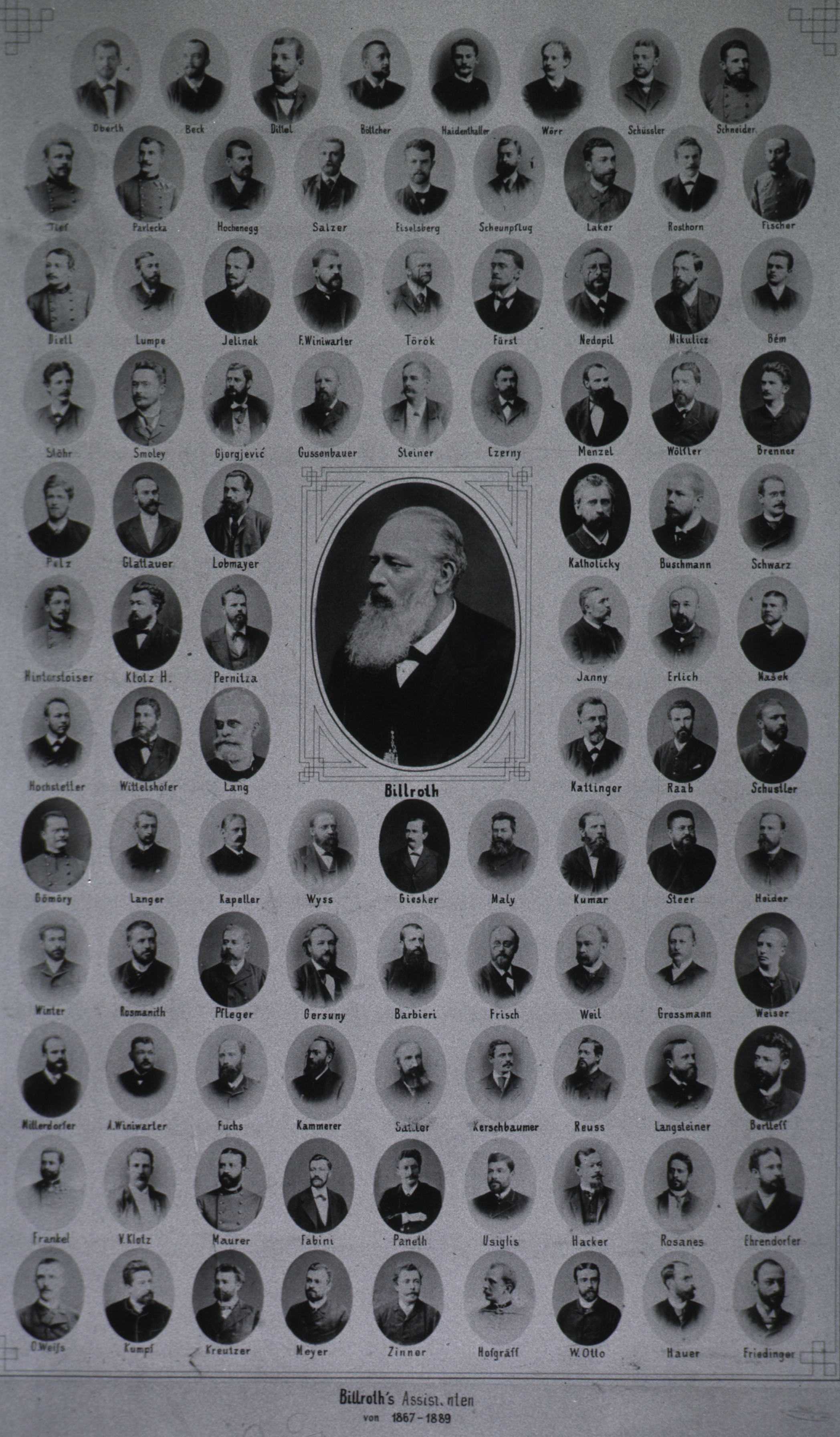
Theodor Billroth im Kreise seiner ehemaligen Assistenten

1862 lehnte Billroth ein Angebot der Universität Rostock ab und 1864 ein ebensolches aus Heidelberg. Von Zürich aus wechselte er 1867 nach Wien und übernahm dort 1868 die 2. chirurgische Lehrkanzel (= II. Chirurgische Universitäts-Klinik), welcher er bis an sein Lebensende vorstand. Den Ruf als Langenbecks Nachfolger nach Berlin lehnte er ab. Unterbrochen wurde seine Tätigkeit in Wien 1870/71 durch den Deutsch-Französischen Krieg. Den überwiegenden Teil wirkte Billroth als Chirurg in den Lazaretten von Weißenburg und Mannheim.
Sofort nach Kriegsende kehrte Billroth nach Wien zurück und widmete sich wieder seiner universitären Berufung. Neben seiner Tätigkeit im Allgemeinen Krankenhaus in Wien wirkte er in Lehre und Forschung an der Universität Wien. Die Wiener Medizinische Schule hatte in Billroth einen herausragenden Vertreter gefunden. Theodor Billroth war 1872 Gründungsmitglied der Deutschen Gesellschaft für Chirurgie.
Die Publikationen Billroths zeigen nicht nur seine Erfolge auf, sondern rückhaltlos veröffentlichte er – laut seinem Biografen Kern als erster von einigen wenigen Operateuren – auch alle chirurgischen Misserfolge.
Billroths Fähigkeiten als Chirurg wurden international bekannt. So wurde er im April 1877 in Sankt Petersburg als Operateur zu einer Darmoperation bei dem schwer erkrankten russischen Dichter Nikolai Alexejewitsch Nekrassow von dessen behandelnden Ärzten hinzugezogen. Von der russischen Regierung erhielt Billroth den Orden des Heiligen Stanislaus 2. Grades. Im Dezember 1881 amputierte Billroth in Sankt Petersburg General Tschertkow ein Bein.
Billroth sind direkt eine Reihe von Meilensteinen der Chirurgie zu verdanken, darunter 1871 die erste Ösophagektomie (Entfernung der Speiseröhre, wie Billroth 1872 berichtete bei einem Karzinom im Halsteil der Speiseröhre, wobei über das Behandlungsergebnis der bei einem Hund gelungenen Resektion nichts überliefert ist) und am 31. Dezember 1873 die erste Laryngektomie (Entfernung des Kehlkopfs). Eine Operation am Herzen hielt Billroth 1881 allerdings noch für eine Schimäre.
Am bekanntesten ist seine – nach vielen fehlgeschlagenen Versuchen – erste erfolgreiche Magenresektion (teilweise Entfernung des Magens), die ihm am 29. Januar 1881 bei einer Magenkrebspatientin mit Pyloruskarzinom gelang und womit er als Begründer der modernen Magendarmchirurgie gilt. Es handelte sich um eine distale Magenresektion (Pylorusresektion) mit (End-zu-End-)Gastroduodenostomie. Die Patientin überlebte vier Monate. Im Jahr 1885 veröffentlichte sein Assistent Viktor von Hacker dann ein weiteres von Billroth entwickeltes Verfahren zur Magenresektion, die am 15. Januar 1885 durchgeführte „atypische Pylorusresektion“ (Der Patient starb vier Monate später an einer Peritonealkarzinose). In der Folge wurden die zwei Formen der Magenresektion, Billrothresektion (Billroth I und Billroth II) nach ihm benannt. Auch ein wasserdichter Verbandstoff trägt nach ihm den Namen Billroth-Batist. Billroths Schüler Adolf Lorenz beschreibt ihn als Rivalen des ebenfalls an der Wiener Klinik tätigen Eduard Albert, der auf Lorenz auch einen nachhaltigen Eindruck als Lehrer gemacht hatte.

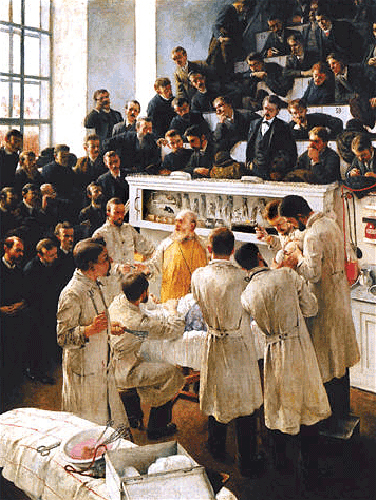
Theodor Billroth im Hörsaal, Gemälde von Adalbert Seligmann, 1888/90

Am 21. März 1884 entnahm Billroth dem 34-jährigen Theaterdichter und Lyriker Carl Caro in Wien eine Niere mit Geschwulst, die einige Monate vorher diagnostiziert worden war. Die schwierige Operation gelang, leider ohne endgültigen Erfolg, da das Übel rezidivierte. Der Patient verschied am 4. September 1884.
Neben seiner Tätigkeit als Chirurg forschte Billroth auch medizinhistorisch sowie auf dem Gebiet der Mikrobiologie. So beschrieb er Kugelbakterien in Eiterpräparaten, die er allerdings als „Vegetationsformen“ ineinander übergehender Kugel- und Stäbchenformen pleomorpher Algen auffasste, von ihm als „Coccobacteria septica“ bezeichnet. Allerdings hielt er diese nicht für die Ursache der Infektionen. In einigen Kulturen fand Billroth in Ketten angeordnete Kugelbakterien, die er als Streptokokken bezeichnete. Bereits 1874 hatte er in Wien den das Wachstum von Bakterien hemmenden Effekt des Pilzes Penicillium erkannt und kann somit als Erstentdecker des Penicillins gelten.
Billroth, dessen operative Erfolge nicht zuletzt durch die Einführung der Antisepsis ermöglicht worden waren, war ein Förderer des Krankenhaus- und Krankenpflegewesens. So kümmerte er sich um die Krankenhaushygiene, das Krankentransportwesen und frühzeitig um die Schwesternausbildung, die zuvor ausschließlich konfessionell betrieben wurde. Die Gründung des Rudolfinerhauses 1882, eines Spitals mit Krankenpflegeschule, war deshalb nur konsequent. Im Jahr 1883 wurde er zum Mitglied der Königlich Schwedischen Akademie der Wissenschaften und 1888 der Gelehrtenakademie Leopoldina gewählt.
Anlässlich seines 25-jährigen Professoren-Jubiläums in Wien wurde Billroth am 8. Oktober 1892 im Rahmen einer Feierstunde geehrt, zu der sich 80 seiner Schüler eingefunden hatten; dabei wurde ihm eine 676 Seiten starke Festschrift mit insgesamt 30 Beiträgen überreicht. Zu Billroths chirurgischen Schülern gehörten auch Anton von Eiselsberg und Ferdinand Sauerbruchs Lehrer Johann Mikulicz-Radecki.

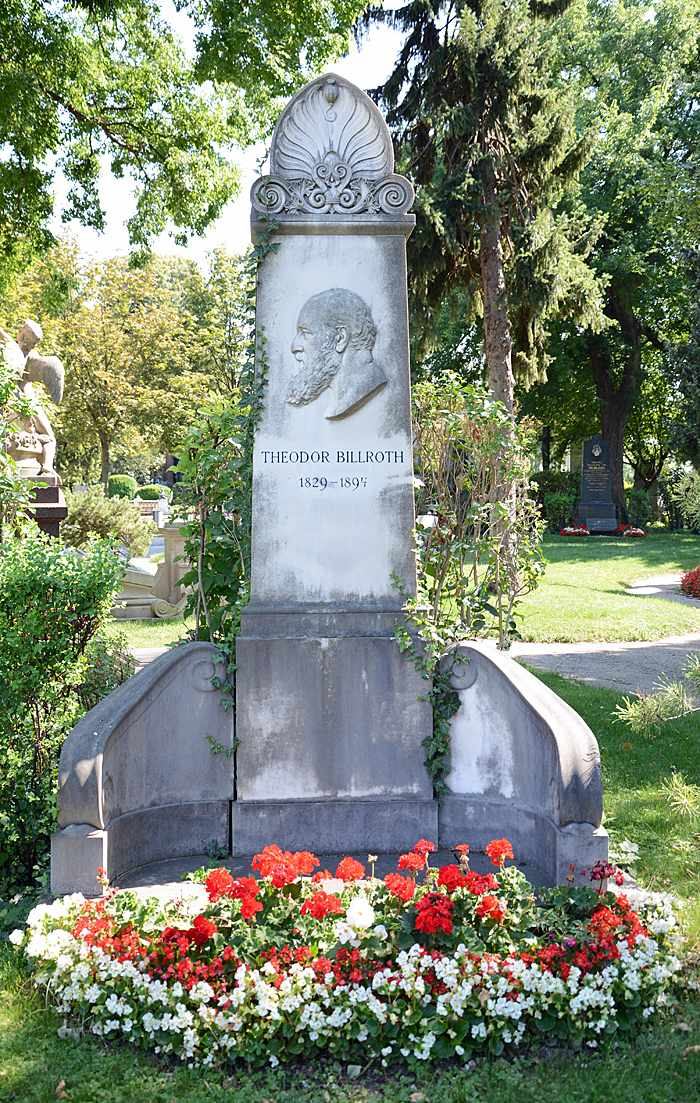
Ehrengrab auf dem Wiener Zentralfriedhof

Zusätzlich zu seinen großen Erfolgen in der Chirurgie war Theodor Billroth auch ein begabter Pianist und Violinist, der in enger Freundschaft mit Johannes Brahms und Eduard Hanslick stand.
In der Frage des sich damals in Wien verstärkenden Antisemitismus vertrat Billroth 1875 in seinem Werk Lehren und Lernen die Auffassung, Juden seien eine scharf definierte Nation, ein Jude könne daher niemals Deutscher werden – eine später von Antisemiten gern zitierte Aussage. „Ostjüdische“ Studenten bezeichnete er als „das leider nicht ganz auszurottende Unkraut der Wiener Studentenschaft“.
Später schien er seine Haltung geändert zu haben und wurde 1891 Ehrenmitglied des analog zum deutschen Verein zur Abwehr des Antisemitismus gegründeten Wiener Vereins zur Abwehr des Antisemitismus, wie der deutsche Verein 1894 in seinem Text Theodor Billroth und die Antisemiten wenige Tage nach Billroths Tod schrieb. Ob dem ein echter Sinneswandel zugrunde lag ist allerdings fraglich.
Im Alter von beinahe 65 Jahren starb Theodor Billroth am 6. Februar 1894 in Abbazia (Opatija) und fand seine letzte Ruhestätte in einem Ehrengrab auf dem Wiener Zentralfriedhof (Gruppe 14 A, Nummer 7).

## Ehrungen, Gedenken, Kritik

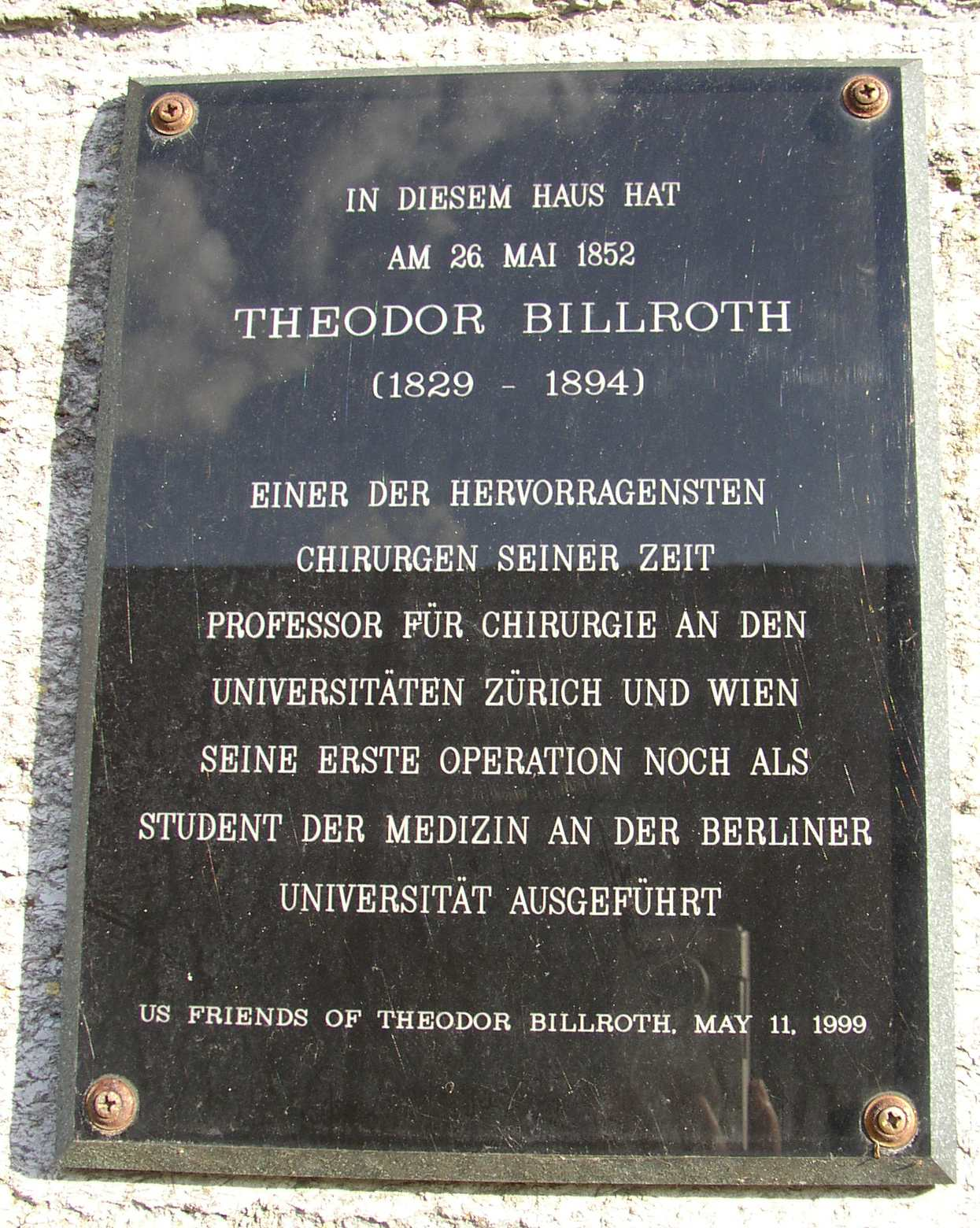
Gedenktafel in Kremmen-Staffelde vom 11. Mai 1999

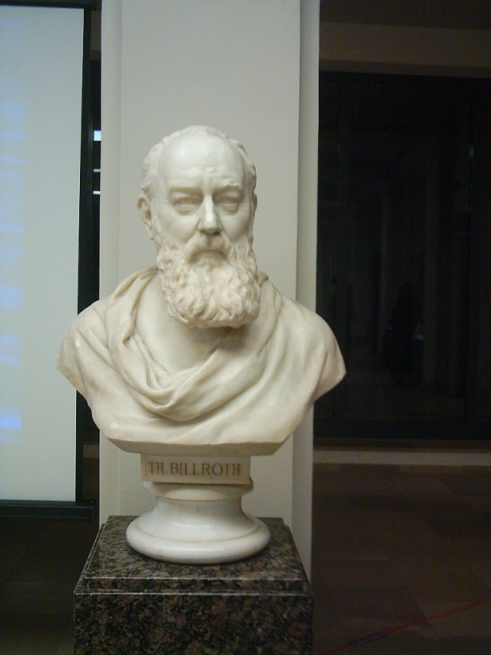
Marmorbüste im Langenbeck-Virchow-Haus

Die Österreichische Gesellschaft für Chirurgie schreibt alljährlich für die beste wissenschaftliche Arbeit auf dem Gebiet der klinischen und experimentellen Chirurgie und deren Grenzbereiche den Theodor-Billroth-Preis aus.
Das im 9. Wiener Bezirk, dem Alsergrund, gelegene Gebäude, in dem die Gesellschaft der Ärzte in Wien ihren Sitz hat, heißt Billrothhaus. Sie verleiht an namhafte Mediziner die Billroth-Medaille.
Billroth war treibende Kraft bei Errichtung und Betrieb des Rudolfinerhaus genannten Wiener Privatspitals im 19. Bezirk, Döbling (Protektor war Kronprinz Rudolf von Österreich-Ungarn). Die am Spital vorbeiführende Straße (Straßenbahnlinie 38 nach Grinzing) wurde in seinem Todesjahr in Billrothstraße umbenannt. An dieser Straße liegt auch die seit 1935 hier bestehende, heute Billrothgymnasium genannte höhere Schule.
Straßen:
- Billrothstraßen in Essen, Greifswald, Braunschweig, Hamburg, Lienz, Lübeck, Nürnberg, München, Salzburg, St. Gilgen, Wien, Klagenfurt, Villach, Wels, Zürich und Zweibrücken (Rheinland-Pfalz)
- Prof.-Billroth-Straße in Dresden
- Billrothgassen in Graz und  Gunskirchen (Oberösterreich)
- Theodor-Billroth-Straße in Bremen-Obervieland.
- Billrothweg in Zürich

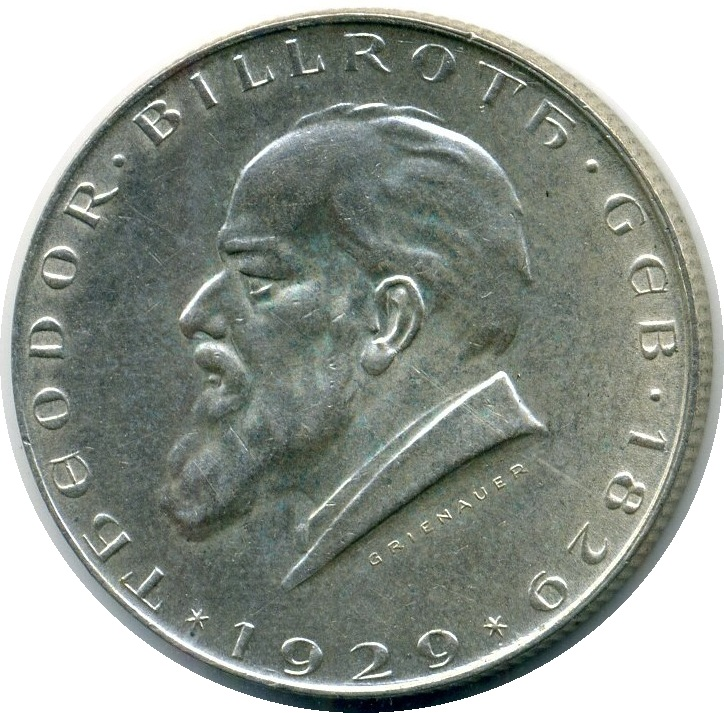
2-Schilling-Münze (1929)

In Kremmen-Staffelde in Brandenburg gibt es eine Gedenktafel für Theodor Billroth, der dort seine erste Operation durchgeführt hatte. Angebracht haben die Tafel zwei amerikanische Chirurgen, die die Tafel aus den USA mitgebracht hatten, und der Würzburger Chirurg und Billroth-Biograf Ernst Kern am 11. Mai 1999 (anwesend waren unter anderem auch Helmut Wolff und der frühere Washingtoner Herzchirurg und Verleger sowie Billroth-Biograf Karel B. Absolon, den Kern bereits 1975 in Edinburgh kennengelernt hatte und der mit Absolon die Billroth-Seegen-Briefe herausgebracht hat).
In Sankt Gilgen am Wolfgangsee (Salzburg) gibt es ein Parkhotel Billroth. Es steht an der Stelle der von Architekt Leopold Theyer (1851–1937) geplanten, 1884/85 fertiggestellten, 1905 abgebrochenen Villa Billroth, in der Theodor Billroth über lange Jahre seine Sommerfrische verbracht hatte und von der noch heute der ursprüngliche Villengarten erhalten ist.
In Bergen auf Rügen, dem Geburtsort Theodor Billroths, wurde 1896 eine Straße nach ihm benannt. Das Geburtshaus Billrothstraße 17 kaufte 1998 die Deutsche Gesellschaft für Chirurgie und baute das „Billroth-Haus“ zu einer Begegnungsstätte mit Seminarräumen, einer wissenschaftlichen Bibliothek und Cafeteria aus. Seine musikalischen Neigungen würdigt die Stadt mit klassischen Hauskonzerten im „Billroth-Haus“.
Die Gründung der Deutschen Gesellschaft für Chirurgie ist auf einem überlebensgroßen Ölgemälde von Ismaél Gentz (1862–1914) im Langenbeck-Virchow-Haus (LVH) in Berlin dargestellt, das heute wieder dieser Gesellschaft und der Berliner Medizinischen Gesellschaft (gegründet 1860) gehört. Auf dem Gemälde steht von Langenbeck mit Billroth gegenüber Victor von Bruns. Weiterhin wird Billroth mit einer Marmorbüste (1892) von Zumbusch geehrt, die im Foyer des LVH steht.
Nachdem eine Kommission der Stadt Wien 2013 die Benennung der Wiener Billrothstraße als historisch kritisch eingestuft hatte, folgte 2017 der Bericht einer Historikerkommission der Stadt Graz. Sie bewertete die Benennung ebenfalls kritisch, weil eine „deutschnational-‚arische‘ Gesinnung“ Billroths in verschiedenen Publikationen nachweisbar sei.

## Veröffentlichungen (Auswahl)

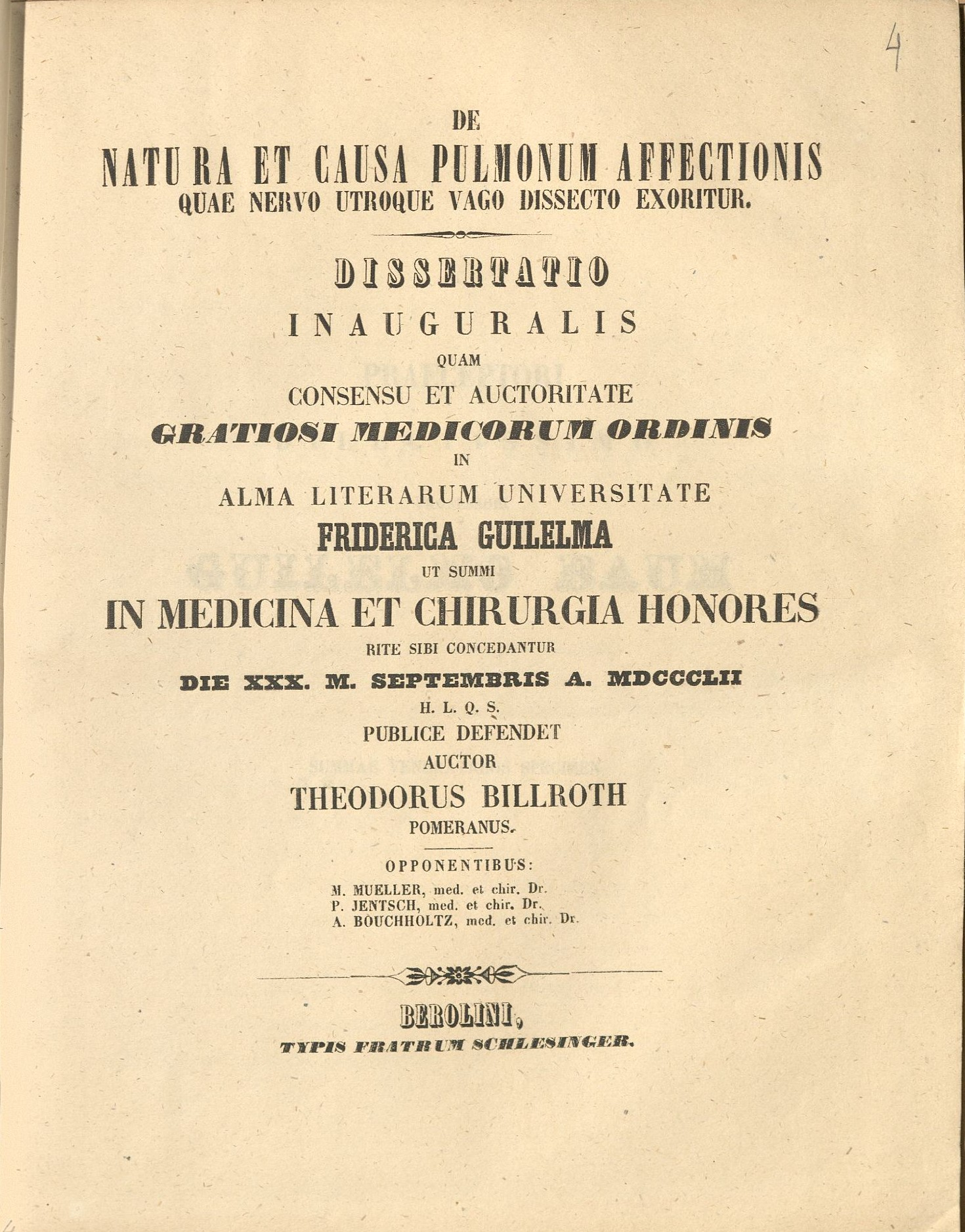
Dissertation (1852)

- De natura et causa pulmonum affectionis quae nervo utroque vago dissecto exoritur. Dissertation. Universität Berlin, 1852.
- Historische Studien über die Beurteilbarkeit und Behandlung der Schußwunden vom 15. Jahrhundert bis auf die neueste Zeit. G. Reimers, Berlin 1859.
- Die allgemeine chirurgische Pathologie und Therapie in 50 Vorlesungen. Berlin 1863.
- als Hrsg. mit Franz von Pitha: Handbuch der allgemeinen und speciellen Chirurgie. 3 Bände. Stuttgart 1865–1882.
- Historische und kritische Studien über den Transport der im Felde Verwundeten und Kranken auf Eisenbahnen. Wien 1874.
- Untersuchungen über die Vegetationsformen von Coccobacteria septica und den Anteil, welche sie an der Entstehung und Verbreitung der accidentellen Wundkrankheiten haben. Reimer, Berlin 1874.
- Die Krankenpflege im Hause und im Hospitale. Ein Handbuch für Familien und Krankenpflegerinnen. Wien 1881.
- Über das Lehren und Lernen der medizinischen Wissenschaften an den Universitäten der deutschen Nation, nebst allgemeinen Bemerkungen über Universitäten. Wien 1876.
- Untersuchungen über die Entwicklung der Blutgefässe, nebst Beobachtungen aus der königlichen chirurgischen Universitäts-Klinik zu Berlin. Habilitation. Universität Berlin 1856.
- als Hrsg. mit Albert Lücke: Deutsche Chirurgie. 1879 ff. (weitergeführt von Paul von Bruns).
- Wer ist musikalisch? Gebrüder Paetel, Berlin 1895 (Neudruck der Neuauflage von 1896: Wagner, Hamburg 1985, ISBN 3-88979-000-3).

## Briefe
- Briefwechsel Clara Schumanns mit Maria und Richard Albert Fellinger, Anna Franz geb. Wittgenstein, Max Kalbeck und anderen Korrespondenten in Österreich, hrsg. von Klaus Martin Kopitz, Anselm Eber und Thomas Synofzik (= Schumann-Briefedition, Serie II, Band 4), Köln 2020, S. 87–98